# La crisis del IG-JAS 39 Gripen
La Crisis del IG-JAS 39 Gripen o simplemente la Crisis del Gripen es el nombre con el que investigadores como Annika Brändström denomina a los momentos vividos durante la fase inicial del Saab 39 Gripen homónimo que a punto estuvieron de terminar con el proyecto.
La Crisis del Gripen fue el primer ejemplo sobre los muchos problemas existentes para desarrollar los cazas del siglo XXI y también un caso de estudio de cómo la perseverancia y la transparencia pueden ayudar decisivamente a superar estas situaciones.

## Primera pérdida

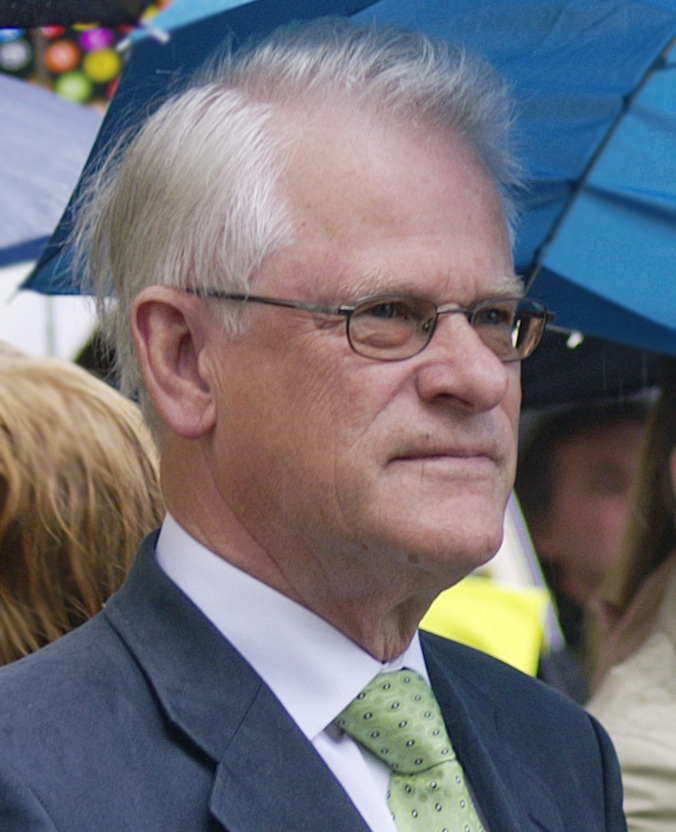
Ingvar Carlsson en 2006. Su gobierno apoyó al Gripen pese a dudar inicialmente.

En 1989 el Gripen 39-1 realizó siete salidas de pruebas de vuelo y nueva tecnología; pero el 2 de febrero de 1989, durante la última parte del vuelo, en la aproximación a tierra, el piloto de pruebas de Saab Lars Radeström perdía el control del aparato, activaba el mecanismo de eyección y la máquina se estrellaba, dando varias vueltas de tirabuzón ante las cámaras de una televisión, quedando totalmente destruida. El accidente aumentó las críticas al proyecto y el vigor de las mismas, respecto a la capacidad de Suecia, para abordar una proyecto de semejante magnitud.
Se llevó a cabo la subsiguiente investigación y esta concluyó, que las causas del accidente habían sido el mal tiempo, las severas turbulencias y principalmente, el nuevo sistema FCS (sistema de control de vuelo).  Llegados a este punto, la cantidad de dinero gastada en el Gripen era considerable, pero aún existía la posibilidad de cancelar el proyecto, como le había sucedido al caza IAI Lavi fabricado en Israel, y optar por un aparato extranjero, el que más posibilidades tenía era el caza naval F-18, en su versión de base en tierra[cita requerida]. 
Los informes confirmaban que, estando el proyecto en un 35% de su desarrollo, seguir con el Gripen era la opción más económica y conveniente, pero también la más arriesgada, entre otros problemas, se preveía un retraso de entre 3 y 4 años, en su desarrollo final y pruebas de nueva tecnología. Finalmente el gabinete de Ingvar Carlsson negó que el programa estuviera en peligro de cancelación. Una decisión no exenta de riesgo, pero no tantos como la que se deberían asumir posteriormente.
Ivarsson declaró, que en lo sucesivo serían más cuidadosos. Además, se llevaron a cabo las siguientes medidas:
- El presidente del Consorcio fue reemplazado.
- El director general fue reemplazado.
- Hubo una drástica reestructuración en el personal, siguiendo las sugerencias dadas por el poder político en el informe Prop. 88/89:80.[2][página requerida]
- Se realizarían más ruedas de prensa y comunicados, para acallar las críticas, según las cuales, se estaba intentando ocultar la auténtica marcha del proyecto.
- Se retrasó la entrega a la Fuerza Aérea de 1992 a 1993.
- Se recurrió al Calspan Fight Research Group para que realizara un análisis del FCS, puesto que esta empresa ya había trabajado en el control de vuelo del transbordador espacial y el ya mencionado Lavi israelí, entre otros puntos fuertes[3]
- Finalmente, se reprogramó nuevamente el sistema FCS.
- Por su parte el gobierno de Carlsson, dejó en suspenso la firma de la producción de la trancha 2, con sus 110 ejemplares programados, y la versión biplaza de entrenamiento, hasta tener más garantías de la capacidad sueca, para producir un avión de esas características. En el fondo, esta decisión abría tácitamente la puerta a una futura cancelación y reducía mucho, las posibilidades del IG-JAS para exportar el Gripen, al no contar con un aparato biplaza para los entrenamientos. Saab esperaba tener listo el nuevo modelo 39-2 para ese año y continuar con las pruebas de vuelo[cita requerida].

No obstante, no todo eran malas noticias, la firma de la paz entre Angola, Sudáfrica y Namibia, exigió montar un gran dispositivo en África, que posteriormente, daría comienzo a una nueva generación de operaciones de mantenimiento de la paz. Con otras misiones de combate en el mundo, como la de los Balcanes, se abría de este modo, un nuevo escenario internacional, que haría necesario dotar a Suecia de aparatos con más autonomía de la planeada inicialmente para el Gripen y, por tanto, añadía posibilidades para su exportación, al incluir, las siguientes tranchas, más capacidad de combustible interno y externo[cita requerida].
El 3 de junio de 1992, finalmente el Parlamento sueco aprobaba la fabricación de la trancha 2, por un total de 110 aparatos, de los cuales, 14 serían la anhelada versión biplaza o JAS 39 B. Saab dio la bienvenida a la orden, pero afirmó que llegaba algo tarde para la posible venta a Finlandia, que finalmente decidió comprar el caza F-18, modelo que sí disponía de versión biplaza para entrenamiento.

## Segunda pérdida

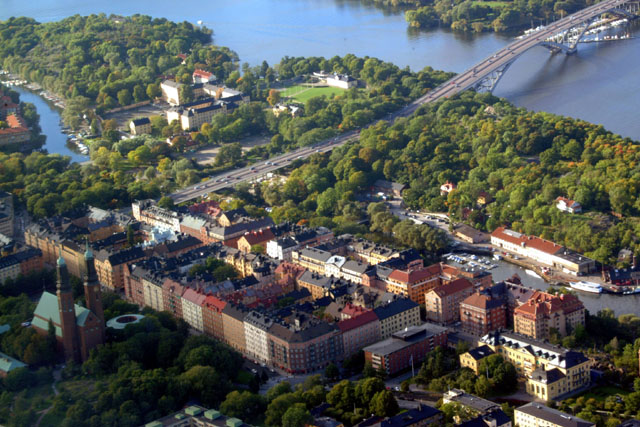
La isla Långholmen en agosto de 2004, en la que se estrelló el avión pilotado por Lars Radeström.

El 8 de agosto de 1993, a las 13:51 Lars Radeström despegaba del aeródromo de SAAB en Bromma para tomar parte en un festival aéreo sobre Estocolmo. A las 14:09 el JAS 39.102 comenzó a dar fallos en la pantalla que mostraba el plano de situación de la nave. A los 2.5 segundos, los mandos de vuelo comenzaron a fallar hasta hacerse el avión ingobernable y el piloto volvió a eyectarse. 6.2 segundos después, la aeronave terminaba estrellándose en la isla Långholmen causando un incendio y 15 heridos.
Para periódicos como Le Monde de Francia, el accidente aparentaba dar por perdidas las oportunidades de venta a Finlandia, que llevaba algún tiempo estudiándolo como candidato. En la fábrica de SAAB se extendió el sentimiento de nostalgia, ante la casi certeza, de hallarse ante la cancelación de JAS 39 Gripen.
Al contrario que en otros casos, donde los fabricantes o las fuerzas aéreas, ponían trabas informativas tras la pérdida de prototipos o ejemplares de pre-serie, como el F-16, Jan Ahlgren, responsable de comunicación de SAAB y del consorcio IG-JAS, dio órdenes a los empleados de suministrar toda la información que tuvieran a los periodistas, para no caer en el error anterior y dar la idea de ocultamiento, pero los reiteró, que debían evitar verter juicios de valor como "Esto supone la muerte del proyecto".  Por su parte, el SHK (Swedish Board of Accident Investigation) comenzó sus primeras investigaciones unas tres horas después del accidente. Siguiendo esta misma línea de transparencia, las declaraciones del piloto fueron entregadas a la prensa y la cinta con su declaración a las televisiones.[cita requerida]
La primera hipótesis que descartó el SHK fue el sabotaje[cita requerida].
Antes de terminar la primera semana, el cuartel general de la Fuerza Aérea Sueca, ordenó monitorizar la información vertida por los medios y comprobó, que se estaban publicando errores, especialmente en lo referente a los aspectos económicos. Para evitar este vertido de informaciones erróneas, ordenó hacer más hincapié en ese tema, suministrando a los medios de comunicación más datos económicos[cita requerida].
Diez días después del siniestro, el SHK publicaba un informe preliminar, en el que se alineaba con la impresión del piloto y afirmaba que, bajo ciertas circunstancias, el control de vuelo podía convertir al aparato en ingobernable.  Saab contrató a dos empresas de sondeos, para conocer el apoyo de la opinión pública hacia el proyecto y comprobó que, durante la primera semana, el apoyo había crecido de un 49% a un 53%[cita requerida].
Finalmente, los vuelos se reanudaron el 29 de diciembre, lo que suponía en la práctica el fin de la crisis.[cita requerida]